# Angela Groothuizen
Angela Groothuizen (ur. 28 września 1959 w Alkmaarze)) – holenderska piosenkarka, aktorka i osobowość telewizyjna.

## Życiorys
Groothuizen osiągnęła sławę dzięki zespołowi Dolly Dots, w którym pracowała głównie w latach 80. Po rozpadzie zespołu Angela Groothuizen współpracowała z Ruudem Mulderem pod nazwą Angela & the Rude.
Od 2005 r. piosenkarka rozpoczęła pracę nad programami typu talent show w tym m.in.: X Factor oraz The Voice of Holland. Jest również związana z teatrem muzycznym, z którym koncertowała w 2010 r. po całej Holandii.

## Dyskografia

### Albumy
Jako Angela & the Rude (z Ruudem Mulderem)
- 1990 - Young Souls
- 1992 - Walking on Water

Jako J.A.M. (z Julyą Lo'ko i Mildredem Douglasem)
- 2001 - Message in a Bottle

Solo
- 1996 - Groothuizen
- 2008 - Melk en honing

### Single
Jako Angela & the Rude (z Ruudem Mulderem)
- 1990 - Pressure'
- 1991 - Young Souls
- 1992 - Back to the Real World

Solo
- 2010 - Bier en Bitterballen

Jako "The Voice of Holland"
- 2011 - One Thousand Voices

## Filmografia
| Rok         | Tytuł                                     | Rola              |
| ----------- | ----------------------------------------- | ----------------- |
| 1987        | Dutch Treat                               | Angela            |
| 1994        | Ko de Boswachtershow                      | Rol onbekend      |
| 1996        | Baantjer                                  | Corrie Jaspers    |
| 1998 - 1999 | Bloedbroeders                             | Mevrouw Jonkers   |
| 1998        | Pittige tijden                            |                   |
| 2001        | Costa!                                    | Erna              |
| 2002        | Pietje Bell                               | Moeder Bell       |
| 2002        | Snapshots                                 | Rose              |
| 2003        | Pietje Bell 2: De Jacht op de Tsarenkroon | Moeder Bell       |
| 2004        | Good Boy!                                 |                   |
| 2005 - 2007 | Hotnews.nl                                | Sylvia van Bommel |
| 2007        | Sinterklaas en het Uur van de Waarheid    | Rechter           |
| 2009        | De TV Kantine                             | Zichzelf          |
| 2009        | Het Huis Anubis                           | Rosa van den Berg |
| 2010        | t Spaanse Schaep                          | Trudy Braams      |
| 2012        | Van God Los                               | Cobie Slokker     |